# Чаплин, Иван Григорьевич
Ива́н Григо́рьевич Чаплин (1 января 1888 — 8 сентября 1942) — повстанческий атаман, действовавший в Бахмутском уезде, Екатеринославской губернии, в дальнейшем — красный командир, майор войск НКВД.

## Биография
Иван Григорьевич Чаплин родился 1 января 1888 года в селе Ново-Александровка Бахмутского уезда. С 10 лет работал на соляной шахте вместе с отцом.
С 1905 года принимал активное участие в работе политических кружков, расклеивал прокламации.
С 1909 года Иван Григорьевич служил в уланском кавалерийском полку Русской императорской армии в Бессарабии. В 1914 году оказался на фронтах Первой мировой войны.
После Февральской революции 1917 года возвращается в родные места, но долго отдыхать не пришлось — начинается гражданское противостояние в стране.
В августе 1918 года в Бахмутском уезде прошла подпольная конференция РСДРП, на которой обсуждался вопрос о восстании против гетманского режима и подготовке к нему. При бахмутском подпольном ревкоме был создан военный отдел, в котором работал Иван Григорьевич.
На территории рудника № 7 Чаплин создаёт партизанский отряд с 400 бойцов. Из-за нехватки оружия для личного состава, Чаплин в октябре 1918 вел переговоры с атаманом Волохом, о предоставлении оружия его отряду. Волох отказал, но Бахмутская уездная рада Украинской державы предложила доукомплектовать отряд до батальона и после принесения присяги Украинской Державе пообещала выдать оружие. Получив такое обещание, Чаплин и Несмеха на Терещенском руднике собрали отряд в 1000 человек, получивший название «Терещенский полк» украинской армии. В скором времени туда приехал хорунжий из Бахмута, который осмотрел отряд, принял присягу у бойцов, и после этого выдал 100 винтовок и по 15 патронов к ним.
В ноябре 1918 года отряд Чаплина принял участие в Антигетманском восстании Директории УНР. Подпольный ревком приказал отряду Чаплина занять Бахмут. Повстанцы заняли без боя ст. Бахмут-северная, но отказались занимать весь город вследствие нахождения в нём белогвардейского отряда в 250 офицеров. На станцию явились представители городской думы, которые попросили оставить город для того, чтобы избежать кровопролития. Отряд отступил к ст. Яма.
На станции Яма разместился подпольный ревком большевиков и штаб повстанцев. По решению ревкома отряд разделили на две части: один — во главе с Чаплиным, второй — во главе с Зеленым. Отряду Чаплина было дано оперативное указание очистить Северо-Донецкую железную дорогу до Харькова от частей Армии УНР. Повстанцы заняли без боя Лиман—Изюм—Балаклею. Объединившись с отрядам Савонова, Чаплин повёл наступление на Славянск и Константиновку. Под Константиновкой повстанцы вступили в бой с частями Армии УНР, последние после боя отступили. После занятия города в нём была ликвидирована власть УНР, был создан большевистский ревком.
После этого Иван Григорьевич по решению уездного ревкома отправился со своим отрядом в Бахмут для борьбы с наступающими частями Добровольческой армии. 6 января 1919 отряд Чаплина Ивана и Рясного Даниила после боя заняли Бахмут. После занятия города, повстанцы не смогли его удержать и отступили.
В феврале 1919 года отряд Чаплина влился в 12 украинский полк Красной армии, командиром которого назначили Михайловского, а Чаплина — командиром 2 батальона, состоявшего исключительно из жителей Бахмутского уезда.
Весной 1919 после, занятия Бахмута красными частями, Чаплин был назначен командиром 12-го украинского полка и начальником Бахмутского укреплённого района.
В мае 1919 Иван Чаплин вместе со своим полком отступил на север, в пределы РСФСР. Также принимал участие в походе на Врангеля и на Северный Кавказ, в ходе которого трижды был ранен.
После Гражданской войны служил на командных должностях. В 1922 командир 1 кавполка 9 стрелковой дивизии был награждён Орденом Красного Знамени (РСФСР) Приказом РВСР № 136. В 1938 получил медаль «XX лет РККА». В 1927 году демобилизовался и работал на соляном руднике. Позже работал в должности директора Артёмовского завода «Пролетарий» и Деконского комбината. В 1932 году был награждён почётной грамотой и именной саблей.
Во время Великой Отечественной войны, осенью 1941 года, был организован партизанский отряд «Ч». С осени 1941 по август 1942 года организовывал диверсии в тылу противника, дезорганизовывал связь и работу транспорта, воинских подразделений. В Серебрянском лесу была организована типография, выпускалась отрядная газета «За Родину!»
За весь период боевых действий было уничтожено около 1 тыс. солдат и офицеров противника, разгромлен штаб немецкого артполка, захвачены боевые карты и трофеи. За голову командира отряда Чаплина немецкое командование объявило вознаграждение в 25 тыс. марок.
В августе 1942 года линия фронта отодвинулась далеко от Бахмутского района, и Чаплин принимает решение рассредоточить отряд по району. Однако, эта попытка не удалась: командир, как и многие члены отряда, был схвачен, и 8 сентября 1942 года расстрелян в районе алебастрового комбината.
Решением бюро Артёмовского горкома КПУ и исполкома Артёмовского городского совета от 8 мая 1965 года Чаплину посмертно присвоено звание почётного гражданина города Артёмовска, его именем названа одна из улиц города. Приказом Украинского штаба партизанского движения от 5 апреля 1945 года № 113 Чаплин награждён медалью «Партизану Отечественной войны» I степени (посмертно). Медаль была передана его жене 25 марта 1946 года.
В мае 1965 года Указом Президиума ВС СССР Чаплин был награждён вторым орденом Красного Знамени (посмертно).

## Сочинения
- И. Чаплин и И. Зеленый — «Красные партизаны Соляного района».

## Память
- Одна из улиц в городе Соледаре носит его имя.
- Решением бюро Артёмовского горкома КПУ и исполкома Артёмовского городского совета от 8 мая 1965 года Ивану Григорьевичу Чаплину посмертно присвоено звание почетного гражданина города Бахмута.